# Краснолукский сельский совет (Полтавская область)
Краснолукский сельский совет (укр. Краснолуцька сільська рада) — входит в состав
Гадячского района
Полтавской области
Украины.
Административный центр сельского совета находится в 
с. Красная Лука.

## История
- 1919 — дата образования.

## Населённые пункты совета
- с. Красная Лука
- с. Бухалово
- с. Хитцы